# Eucalyptus gypsophila
Eucalyptus gypsophila är en myrtenväxtart som beskrevs av D. Nicolle. Eucalyptus gypsophila ingår i släktet Eucalyptus och familjen myrtenväxter. Inga underarter finns listade i Catalogue of Life.